# Wilhelm Cuno
Wilhelm Carl Josef Cuno (Suhl, 2 luglio 1876 – Aumühle, 3 gennaio 1933) è stato un politico tedesco.
Di fede cattolica, fu Cancelliere della Repubblica di Weimar dal novembre 1922 all'agosto 1923. Il suo governo venne ricordato per la sua resistenza passiva all'Occupazione francese della Ruhr (1922-1923) e anche per la problematica gestione delle difficoltà economiche che il paese attraversava in quegli anni. Per pagare i debiti dello Stato, l'esecutivo Cuno coniò un'ingente quantità di denaro, portando la situazione ad una iperinflazione, che raggiunse il picco nell'estate del 1923. Dopo un'imponente serie di scioperi, egli si dimise il 12 agosto 1923.

## Biografia
Era il figlio di August George Wilhelm Cuno (1848-1915) e di Catherina Elisabeth Theresia Daske (1852-1878). Nel 1906 sposò Martha Berta Wirtz, figlia del mercante amburghese Hugo Wirtz, da cui ebbe cinque figli, tre maschi e due femmine.
Dopo aver frequentato studi in legge a Berlino e Heidelberg, fu impiegato nel Dipartimento del Tesoro del Reich nel 1907. Durante la prima guerra mondiale Cuno fu responsabile delle forniture di cibo per l'esercito tedesco, in seguito divenne direttore generale della HAPAG, una compagnia di navigazione, nel 1917. In qualità di esperto economico, Cuno partecipò, nel dopoguerra, a negoziati per le condizioni di pace. L'importanza della sua posizione come dirigente Hapag aumentò dopo che la società diventò uno dei principali spedizionieri di merci tra gli Stati Uniti e la Germania.
Cuno rifiutò diverse proposte per la carica di ministro degli esteri, ma accettò di formare il governo dopo le dimissioni di Joseph Wirth per l'opposizione dei partiti di destra alle clausole del trattato di pace di Versailles. Fu nominato Cancelliere del Reich il 22 novembre 1922, con decreto presidenziale, e formò un governo conservatore, che si opponeva alla politica dei trattati, per lo più composto da economisti extra-partito e da membri del Partito Popolare Tedesco, Partito Democratico Tedesco, Partito di Centro Tedesco e Partito Popolare Bavarese. Dopo la formazione del nuovo governo, la reazione dei francesi non si fece attendere. Il bacino della Ruhr fu occupato e Cuno organizzò una sorta di resistenza passiva. Tuttavia, dopo una serie di default economici interni, l'avanzare dell'inflazione, l'opposizione dei socialdemocratici e vari imponenti scioperi dei lavoratori, il governo fu costretto a dimettersi il 12 agosto 1923. Dopo la caduta del suo governo, Cuno si ritirò dalla politica e tornò alla gestione dell'HAPAG.

## Gabinetto, novembre 1922 - Agosto 1923
- Wilhelm Cuno - Cancelliere
- Frederic Hans von Rosenberg - Ministro degli esteri
- Rudolf Oeser - Ministro degli interni
- Andreas Hermes - Ministro delle finanze
- Johannes Becker - Ministro dell'economia
- Heinrich Brauns - Ministro del lavoro
- Rudolf Heinze - Ministro della giustizia
- Otto Geßler - Ministro della difesa
- Karl Stingl - Ministro delle poste
- Wilhelm Groener - Ministro dei trasporti
- Hans Luther - Ministro dell'agricoltura
- Heinrich Albert - Ministro del tesoro e per la ricostruzione